# Tadas Kijanskas
Tadas Kijanskas (* 6. September 1985 in Vilnius) ist ein ehemaliger litauischer Fußballspieler.

## Vereine
Kijanskas begann seine Profikarriere 2005 beim FBK Kaunas. Nach einem kurzen Wechsel zum FK Šilutė spielte er nochmals bei FBK Kaunas. Danach spielte er ebenfalls nochmal für FK Šilutė. 2007 wechselte er zu Vėtra Vilnius. Mit diesem konnte er sich auch für die erste Qualifikationsrunde des UEFA-Cups qualifizieren. Der Gegner hieß Viking Stavanger. Das Hinspiel konnte man zu Hause mit 1:0 durch das Tor von Anatoli Ostap gewinnen, jedoch verlor man in Norwegen mit 0:2 durch die Tore von Nicolai Stokholm und schied aus. Auch im nächsten erreichte man die Europa-League-Qualifikation. In der ersten Runde besiegte man CS Grevenmacher mit jeweils 3:0. Im Rückspiel erzielte auch Kijanskas ein Tor. In der zweiten Runde war der Gegner HJK Helsinki. Das Hinspiel verlor man zu Hause mit 0:1, konnte aber in Helsinki mit 3:1 gewinnen. In der dritten Runde war dann gegen den FC Fulham Schluss. Man verlor beide Spiele mit 0:3.  Bei Vėtra erzielte er in 66 Spielen insgesamt 12 Tore. 2010 wechselte er zu Sūduva Marijampolė. Nach nur einer Saison für den polnischen Erstligisten Jagiellonia Białystok, für den er in 16 Ligaspielen zweimal traf, wechselte er in der Folgesaison zum Ligakonkurrenten Korona Kielce. Es folgten weitere Stationen bei Hapoel Haifa, dem FC Zbrojovka Brünn, Hapoel Ashkelon sowie Hapoel Umm al-Fahm. Im Sommer 2020 ging er zurück in seine Heimat zum Amateurverein FK Ozaz Vilnius und beendete dort sechs Monate später seine aktive Karriere.

## Nationalmannschaft
Von 2009 bis 2017 bestritt Kijanskas insgesamt 48 Länderspiele für die A-Nationalmannschaft Litauens und erzielte dabei ein Tor.

## Erfolge
- Litauischer Pokalsieger: 2005
- Litauischer Meister: 2006